# MARVELD2
Protein chứa miền MARVEL 2 (MARVEL domain-containing protein 2) là một protein ở người, được mã hóa bởi gen MARVELD2.